# Graptopetalum
Graptopetalum es un género de plantas con flores de la familia  Crassulaceae. Son plantas suculentas perennes nativas de México y Arizona. Crecen usualmente en una roseta.  Comprende 24 especies descritas y de estas, solo 18 aceptadas.

## Taxonomía
El género fue descrito por Joseph Nelson Rose y publicado en Contributions from the United States National Herbarium 13(9): 296, f. 55, pl. 52. 1911. La especie tipo es: Graptopetalum pusillum Rose
Etimología
Graptopetalum: nombre genérico que deriva de las palabras griegas: γραπτός (graptos) para "escritos", pintados y πέταλον (petalon) para "pétalos" donde se refiere a los generalmente pétalos manchados.

## Especies aceptadas
A continuación se brinda un listado de las especies del género Graptopetalum aceptadas hasta enero de 2014, ordenadas alfabéticamente. Para cada una se indica el nombre binomial seguido del autor, abreviado según las convenciones y usos.
- - Graptopetalum amethystinum (Rose) E.Walther
  - Graptopetalum fruticosum Moran
  - Graptopetalum grande Alexander
  - Graptopetalum mendozae Glass & Chazaro
  - Graptopetalum pachyphyllum Rose
  - Graptopetalum paraguayense (N.E.Br.) E.Walther
    - Graptopetalum paraguayense paraguayense
    - Graptopetalum paraguayense bernalense Kimnach & Moran

  - Graptopetalum pentandrum Moran
    - Graptopetalum pentandrum pentandrum
    - Graptopetalum pentandrum superbum Moran

  - Graptopetalum saxifragoides Kimnach
  - Graptopetalum superbum Kimnach

- Sección Graptopetalum
  - Graptopetalum bartramii Rose
  - Graptopetalum bellum (Moran & Meyran) D.R.Hunt
  - Graptopetalum filiferum (S.Watson) Whitehead
  - Graptopetalum macdougallii Alexander
  - Graptopetalum marginatum Kimnach & Moran
  - Graptopetalum occidentale Rose ex Walther
  - Graptopetalum pusillum Rose
  - Graptopetalum rusbyi (Greene) Rose
  - Graptopetalum sinaloensis  R. Vega